# Inljud
Inljud betyder att ett språkljud finns inne i ett ord. Ordet myntades av Jacob Grimm på tyska (Inlaut). Adjektivet är inljudande.